# ستيف كيمب
ستيف كيمب (بالإنجليزية: Steve Kemp)‏ هو لاعب كرة قاعدة أمريكي، ولد في 7 أغسطس 1954 في سان أنجيلو في الولايات المتحدة.

## وصلات خارجية
- ستيف كيمب على موقعبيزبول رفرنس.كوم (الدوري الرئيسي) (الإنجليزية)
- ستيف كيمب على موقعبيزبول رفرنس.كوم (الدوري الثانوي) (الإنجليزية)
- ستيف كيمب على موقع مشجعي الرسوم البيانية (الإنجليزية)